# Prometea

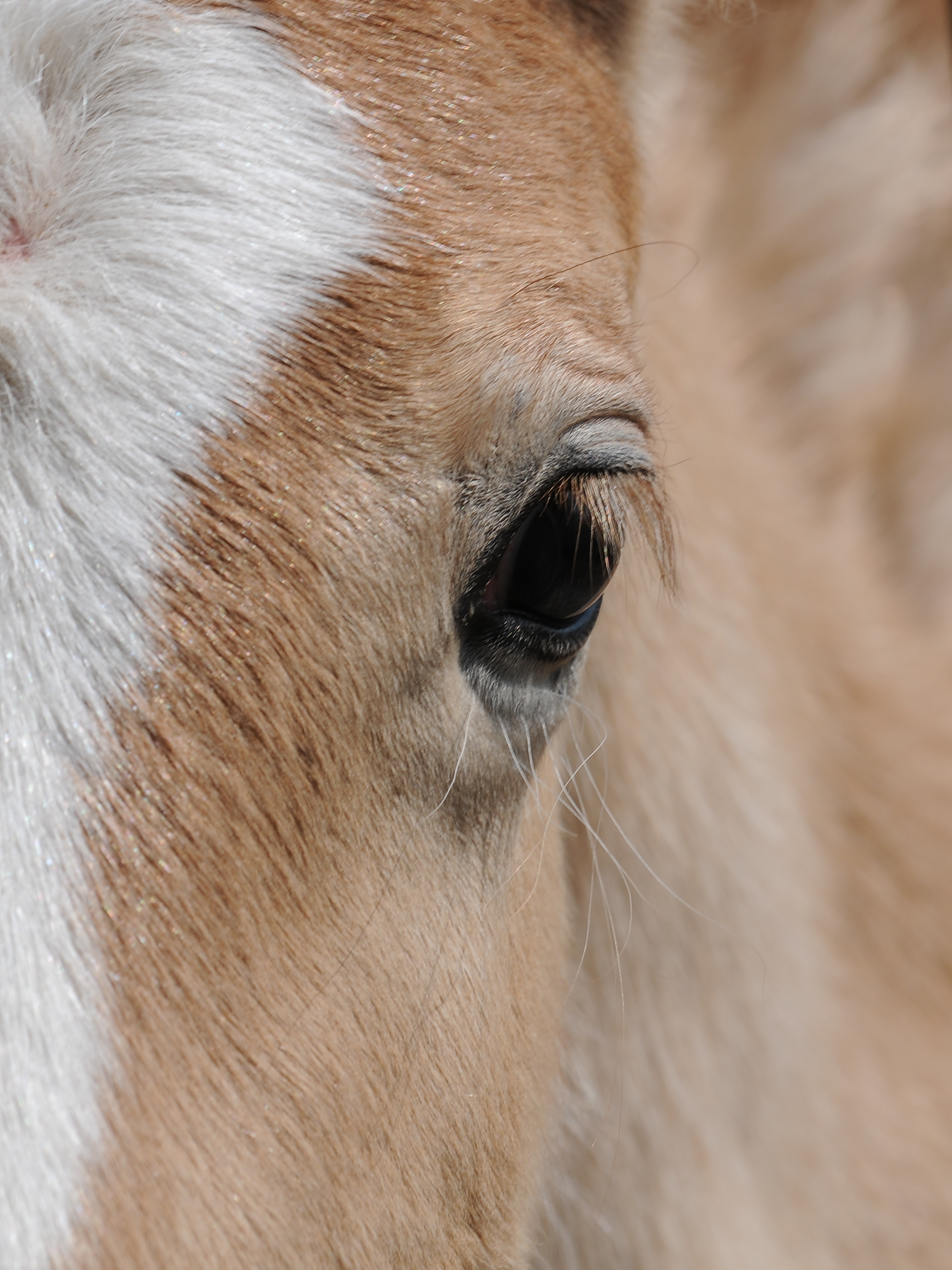
Haflinger Hengstfohlen

Prometea, née le 28 mai 2003, est une pouliche Haflinger, premier cheval cloné au monde, à la fois issue d'une cellule de sa mère clonée et portée par elle jusqu'à sa naissance. Cette naissance est annoncée publiquement le 6 août 2003. Sa naissance est supervisée par des scientifiques Italiens. Elle est clonée à partir d'une cellule de peau, et naît en parfaite santé, pesant 36 kg au terme d'une grossesse et d'une délivrance naturelles dans un laboratoire de Crémone en Italie.
Prometea pèse 100 kg à l'âge de deux mois. Le Dr. Cesare Galli et ses assistants ont fait des tests avec 841 embryons reconstruits ; sur les 14 embryons viables quatre ont été implantés à la mère. Seul celui de Prometea put arriver à terme. La Texas A&M University travaillait également sur un projet de clonage équin quand les Italiens réussirent. Cette réussite fait du cheval la septième espèce animale clonée.
En 2008, Prometea donne elle-même naissance à la première descendance d'un cheval cloné, un poulain nommé Pegaso, fils d'un étalon Haflinger, par insémination artificielle. Le nom Prometea est basé sur le féminin de Prométhée, titan grec qui a volé le feu aux dieux pour le donner aux hommes.

## Annexe